# Білицький провулок
Бі́лицький прову́лок — провулок у Подільському районі міста Києва, місцевість Біличе поле. Пролягає від Білицької до Замковецької вулиці.
Прилучаються Паркова і Полкова вулиці.

## Історія
Провулок виник на початку XX століття, мав паралельні назви Парковий провулок і Весе́лкова вулиця. Сучасну назву затверджено в 1944 році.